# Jakob Pawanger
Jakob Pawanger (ou Powagner), né le 28 décembre 1680 à Sankt Stefan am Walde et mort le 5 août 1743 à Passau, est un architecte autrichien d'architecture sacrée, actif dans l'actuelle Basse-Bavière.

## Biographie
Jakob Pawanger dirige en 1706 la rénovation de l'église Saint-Égide de Straßkirchen (de), village appartenant aujourd'hui à la commune de Salzweg. Il devient vers 1710 architecte du chapitre de la cathédrale Saint-Étienne de Passau. Il y construit la chapelle Lamberg (de) en 1710, et, en 1712, édifie la structure du maître-autel de l'église des jésuites de Passau. Jakob Pawanger bâtit l'abbaye Saint-Nicolas de Passau (de) en 1716 et la chapelle Sainte-Anne, chapelle du cimetière de Wegscheid, la même année. En avril 1718, il se voit confier la reconstruction de l'abbatiale gothique de l'abbaye de Niederaltaich par les bénédictins. Il travaille à la nef, jusqu'en 1722, puis s'attèle au chœur en novembre 1719. Il est reconstruit en 1724-1727 par Johann Michael Fischer à cause de fondations défectueuses.
En 1720, l'église Saint-Georges de Schärding est reconstruite selon les dispositions et les plans de Pawanger, mais l'un des piliers s'écroule et il est arrêté et emprisonné quelque temps. Il met dix-huit ans à prouver son innocence. Entretemps, il s'installe à Pram, et construit la chapelle Saint-Laurent de Kapfham (près de Passau) en 1726, et l'église paroissiale d'Aicha vorm Wald en 1730.

## Autres œuvres

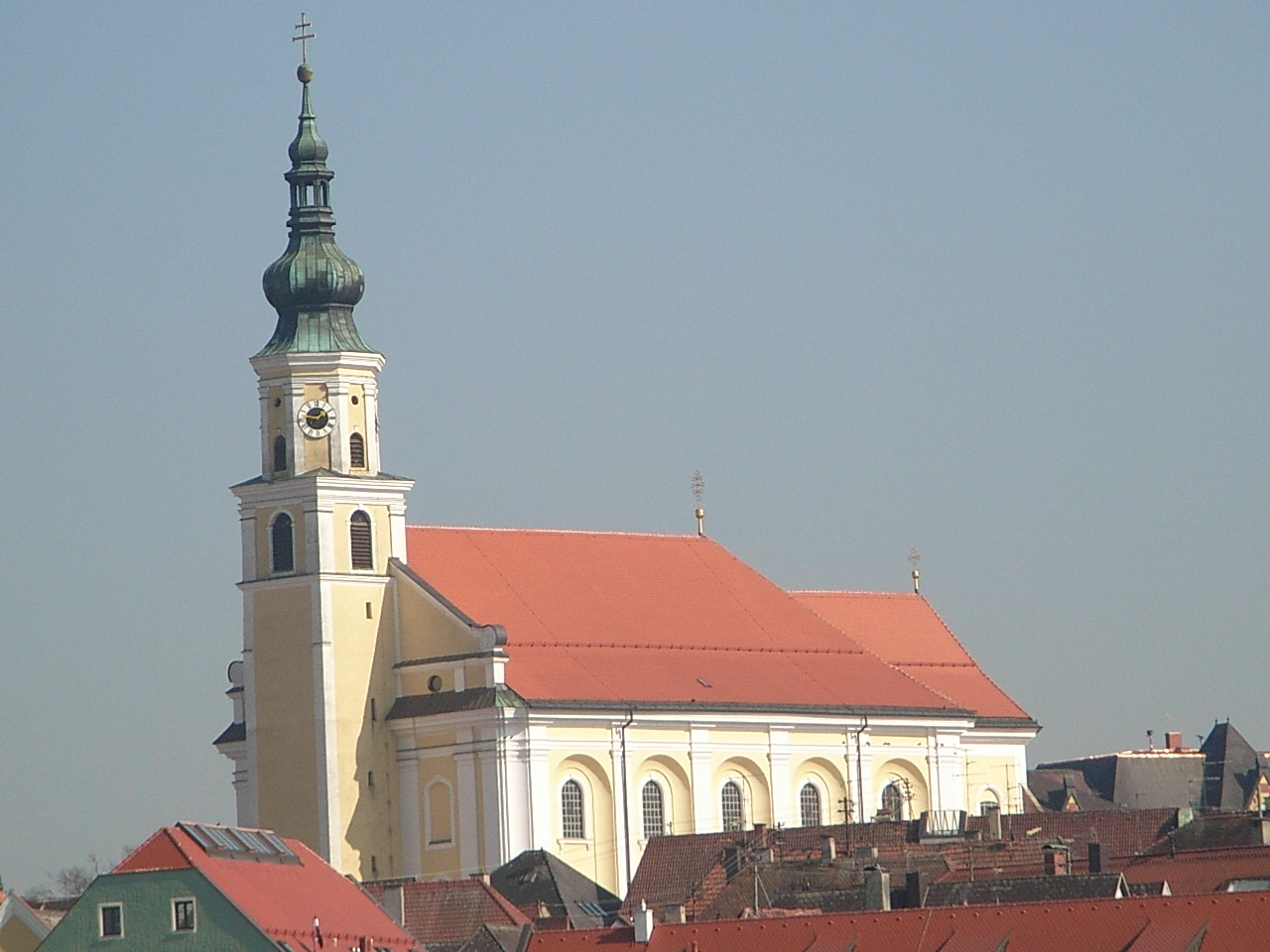
Vue de l'église Saint-Georges de Schärding.

- Église Saint-Jean-Baptiste (1712-1716), Hofkirchen an der Trattnach, réaménagements
- Église Notre-Dame-de-l'Assomption d'Attersee (1712-1728), réaménagements
- Église Notre-Dame-de-l'Assomption de Kallham (1713-1718), construction
- Église Saint-Étienne de Pram (1728), construction
- Église Saint-Laurent de Gaspoltshofen (1732-1735), construction

## Source
- Notices d'autorité :   - VIAF
  - ISNI
  - GND